# Łukasz Gerstenstein
Łukasz Gerstenstein (Kowary, 6 ottobre 2004) è un calciatore polacco, difensore dello Śląsk Breslavia.

## Carriera

### Club
Cresciuto nel settore giovanile dello Śląsk Breslavia, ha debuttato in prima squadra il 10 marzo 2023 nell'incontro di prima divisione polacca perso 4-1 contro il Raków Częstochowa; Il 30 giugno 2023 è stato ceduto in prestito per una stagione allo Stal Mielec, sempre in prima divisione.

### Nazionale
Ha giocato con le nazionali giovanili polacce Under-18, Under-19, Under-20 ed Under-21.

## Statistiche

### Presenze e reti nei club
Statistiche aggiornate al 26 luglio 2025.
| Stagione        | Squadra          | Campionato      | Campionato | Campionato | Coppe nazionali | Coppe nazionali | Coppe nazionali | Coppe continentali | Coppe continentali | Coppe continentali | Altre coppe | Altre coppe | Altre coppe | Totale | Totale | Totale |
| Stagione        | Squadra          | Comp            | Pres       | Reti       | Comp            | Pres            | Reti            | Comp               | Pres               | Reti               | Comp        | Pres        | Reti        | Pres   | Reti   |        |
| --------------- | ---------------- | --------------- | ---------- | ---------- | --------------- | --------------- | --------------- | ------------------ | ------------------ | ------------------ | ----------- | ----------- | ----------- | ------ | ------ | ------ |
| 2021-2022       | Śląsk Wrocław II | 2L              | 16         | 0          | CP              | 1               | 0               | -                  | -                  | -                  | -           | -           | -           | 17     | 0      |        |
| 2022-2023       | Śląsk Wrocław II | 2L              | 24         | 0          | CP              | 1               | 0               | -                  | -                  | -                  | -           | -           | -           | 25     | 0      |        |
| mar.-giu.2023   | Śląsk Breslavia  | EK              | 1          | 0          | -               | -               | -               | -                  | -                  | -                  | -           | -           | -           | 1      | 0      |        |
| 2023-2024       | Stal Mielec      | EK              | 23         | 2          | CP              | 2               | 0               | -                  | -                  | -                  | -           | -           | -           | 25     | 2      |        |
| 2024-2025       | Śląsk Wrocław II | 3L              | 18         | 0          | -               | -               | -               | -                  | -                  | -                  | -           | -           | -           | 18     | 0      |        |
| 2024-2025       | Śląsk Breslavia  | EK              | 9          | 0          | CP              | 1               | 0               | UECL               | 1                  | 0                  | -           | -           | -           | 11     | 0      |        |
| Totale carriera | Totale carriera  | Totale carriera | 91         | 2          |                 | 5               | 0               |                    | 1                  | 0                  |             | -           | -           | 97     | 2      |        |